# Via Delapidata
La via Delapidata (spagnolo: Via de la Plata) era una strada romana con orientamento nord-sud che attraversava la parte occidentale della Spagna, da Mérida ad Astorga. Al giorno d'oggi, il suo tracciato è servito per progettare la strada nazionale da Gijón a Siviglia, e l'autostrada dell'argento, le vie di grande comunicazione che strutturano l'occidente spagnolo, nonché il sentiero dell'itinerario turistico della Via dell'Argento. Quest'ultima via è diventata una direttrice turistica-culturale, finanziata istituzionalmente, il che ha generato una forte polemica dato che le attestazioni storiche, sia letterarie che archeologiche, evidenziano che il suo percorso si estendeva esclusivamente tra Mérida ed Astorga. In difesa del tracciato originale è sorta l'Associazione delle località della Via dell'Argento, promossa dal sindaco d'Astorga, che dal 2006 effettua, tra le altre attività, azioni di protesta contro l'estensione artificiale della Via.

## Etimologia
La Via dell'argento, nonostante il suo nome, non fu mai usata per il commercio dell'argento. Tale denominazione si deve probabilmente ad una confusione fonetica. Durante l'occupazione araba, questa strada fu denominata al-Balat (il "cammino lastricato"), parola molto frequente in altre zone della Spagna e che ha originato toponimi come Albalat ed Albalate. È possibile che questo inducesse la gente a collegare questa parola a plata ("argento"), e da lì si iniziasse a denominarla come Via dell'argento in un'epoca non precisata. Le prime attestazioni risalgono al 1504 e 1507, quando sono documentate con Cristoforo Colombo e Antonio de Nebrija, rispettivamente. Nel primo appare semplicemente come la Plata e nel secondo con questa forma:
Est praeterea eiusdem Lusitanie via nobilissima: Argentea vulgo dicitur. Quod Licinius pontifex primum stravit, deinde Traianus Caesar refecit, et deinceps Aelius Pertinax aliiqui imperatores restituerunt, id quod ex lapidibus intelligitur: quibus millia passuum distinguuntur. Ea perducta est ab Emerita Augusta per Castra Caecilia Salmanticam usque, ubi primum in extima pontis parte incipit evanescere, neque ulterius ullum viae illius vestigium cernit.
 Un'altra ipotesi sul nome è che potesse derivare da un tardivo via Delapidata, nonostante l'assenza in questa strada di lapides, ovvero di pavimentazione lastricata, come era normale del resto nelle strade romane non urbane. Per superare questa difficoltà, un'altra ipotesi spiega il significato dell'etimologia di via delapidata, come «cammino marcato con miliari» (dal latino classico e medievale lapis, «pietra miliare»).

## Origine
L'origine storica di questa di questa via di comunicazione è incerta. Nel periodo protostorico, durante la fioritura della cultura di Tartesso, si hanno testimonianze dell'esistenza di contatti commerciali con l'ovest spagnolo, grazie a diversi reperti archeologici, tramite una via denominata da alcuni studiosi come "Via dello stagno", quindi si suppone che attraverso questa circolasse una buona parte dei metalli nella penisola.
Nei secoli posteriori questa via continuò ad essere molto frequentata, senza che si conosca il nome usato per denominarla, rimanendo, fino all'arrivo dei romani, una delle vie principali per i popoli iberici insieme alla strada denominata Via Heraclea, che percorreva tutto il Levante spagnolo, da Cadice fino ai Pirenei.
Gli autori spagnoli del XVII e XVIII secolo, come Bernabé Moreno de Vargas, chiamavano la strada "Vía consular" e "Vía militar", perché erano convinti che fosse esistita già in epoca repubblicana. Era infatti verosimile l'utilizzo di questa via preesistente per facilitare i movimenti delle truppe, dato il precoce interesse mostrato dai romani nell'esplorazione e conquista del nordovest peninsulare, come dimostra la loro prima spedizione in Gallaecia nel 137 a. C.
Durante l'epoca romana, la via si mantenne come asse fondamentale delle comunicazioni, sia durante la conquista (essendo il cammino d'accesso dalla Betica verso il nordovest della penisola), sia in epoca imperiale. Diverse fonti scritte descrivono il percorso di questa via, tra questa anche l'itinerario Antonino, nel quale si descrive il suo percorso (Iter ab Emerita Asturicam), da Augusta Emerita, capitale della provincia Lusitania, fino ad Asturica Augusta, capitale del Conventus Asturicense ed una delle principali città della provincia Tarraconense. Nel suo cammino la via attraversava Bedunia (San Martín de Torres), Brigeco (Castrogonzalo), Ocelo Durii (Villalazán, provincia di Zamora), Salmantica (Salamanca), Cáparra o Norba Caesarina (Cáceres).
| Tappa (mansio)    | Località odierna                                       | Distanza       |
| ----------------- | ------------------------------------------------------ | -------------- |
| Augusta Emerita   | Mérida                                                 | Millia Passuum |
| Ad Sorores        | Casas de Don Antonio                                   | XXVI           |
| Castra Caecilia   | Cáceres el Viejo, insieme a Cáceres                    | XX             |
| Turmulos          | Nei paraggi di Garrovillas de Alconétar                | XX             |
| Rusticiana        | Galisteo                                               | XXII           |
| Capera            | Cáparra                                                | XXII           |
| Caelionicco       | Finca de la Vega, Peñacaballera                        | XXII           |
| Ad Lippos         | Valverde de Valdelacasa                                | XII            |
| Sentice           | Pedrosillo de los Aires                                | XV             |
| Salmantica        | Salamanca                                              | XXIV           |
| Sabaria o Sibarim | Peñausende                                             | XXI            |
| Ocelum Durii      | Nei paraggi di Zamora                                  | XXI            |
| Vico Aquario      | Castrotorafe                                           | XVI            |
| Brigaecium        | Dehesa de Morales de las Cuevas, Castrogonzalo, Zamora | XXXII          |
| Bedunia           | San Martín de Torres                                   | XX             |
| Asturica Augusta  | Astorga                                                | XX             |

## Evoluzione
Per quanto riguarda l'evoluzione posteriore della strada, man mano che la conversione al cristianesimo della penisola iberica avanzava da sud, la Via dell'argento, come principale itinerario della zona occidentale iberica, cominciò ad essere usata anche come cammino di pellegrinaggio verso Santiago de Compostela, un uso che ancor oggi si mantiene e continuò ad essere una via di comunicazione fondamentale nel corso dei secoli. Solo con la creazione del sistema di vie radiali incentrate su Madrid, a partire dal XVIII secolo, perse la sua importanza, che non recuperò fino alla seconda metà del XX secolo, anche se il tracciato moderno in molti tratti non coincide con la via storica.
Reinvenzione moderna della via
L'idoneità del tracciato della Via dell'argento spiega come, in epoca contemporanea, la strada nazionale N-639 (attualmente, in larga parte, A-66, l'asse principale della Spagna occidentale), abbia seguito il suo percorso in linea generale. Oggigiorno, quella che viene denominata Ruta de la Plata prolunga il suo itinerario fino a Gijón a Nord e fino a Siviglia a sud, estendendo il tracciato originale per arrivare alle città di maggior importanza, come León, tralasciando Astorga, un tempo vero terminale romano della strada.
Il sindaco di Astorga ha criticato in più occasioni l'abbandono sofferto dalla città con l'attuale tracciato della Via dell'argento; in questo senso, la città leonense si è vista appoggiata da diverse istituzioni, come l'Università di León, e da specialisti come i professori di Storia Narciso Santos Yanguas, Valentín Cabero e Manuel Abilio Rabanal Alonso, il quale si è sempre mostrato difensore del tracciato storico della Via e del ruolo giocato da Astorga.

## Resti epigrafici e archeologi
Miliari
Restano abbastanza tratti con resti visibili della strada stessa. Nonostante siano stati fatti molti studi parziali, di miliari e di tratti concreti, l'unica monografia scientifica su di essa risale al 1974 e fu completata nel 1995 con la catalogazione e lo studio di un totale di 189 miliari, già conosciuti o inediti. Ciò permise di confermare i percorsi corrispondenti tra le località dove si trovavano (o si trovano) le pietre miliari, e di suggerire i percorsi che non li conservano.
Tra questi miliari, fondamentali per definire il reale percorso romano dell'Iter ab Emerita Asturicam, si conservano vari di quelli iniziali, che marcano le miglia da I a XXVI, dall'uscita da Augusta Emerita (miglia II) fino alla mansio Ad Sorores e, tra quelli finali, dalle miglia CLXXXIV a CCCXIII, da Salmantica a Asturica Augusta (quest'ultimo attribuibile ad Augusto). Mentre l'origine della strada a Mérida non è in discussione, grazie alla conservazione del miliario II a 3 km dall'uscita nord della città, sembra da accettare che oltre Astorga non siano stati disposti altri miliari che appartengano alla stessa via. Se ve ne sono, devono appartenere ad altre strade, tra quelle che si dipartivano da Astorga secondo l'itinerario Antonino.
Ponti
- Ponte di Alconétar

Patrimonio archeologico
Sono numerose le vestigia dell'epoca romana che si possono incontrare lungo la via. Tra queste:
- Rovine di Augusta Emerita a Mérida
- Castra Cecilia a Cáceres.
- Castra Servilia a Cáceres.
- Cuarto Roble a Cáceres.
- El Junquillo a Cáceres.
- Mausoleo di Fuente Buena a Calzada de Valdunciel.
- Rovine di Cáparra a Guijo de Granadilla.
- Terme romane a Baños de Montemayor.
- Villa romana di Torreáguila en Montijo.
- Rovine di Asturica Augusta ad Astorga.

## Itinerario culturale
Dalla fine del secolo XX, la via dell'argento è oggetto di rivalutazione come uso turistico e culturale, e le amministrazioni locali si stanno incentrando nel valorizzare un itinerario con un grande patrimonio storico, artistico, etnografico, culturale e naturale. Infatti, alcuni dei centri attraversati sono stati dichiarati Patrimonio dell'Umanità (Mérida, Cáceres e Salamanca) ed altri (Zamora ed Astorga) vantano un importante patrimonio culturale. D'altra parte si è incentivato il suo uso come cammino di pellegrinaggio, formando parte del Camino de Santiago de la Plata. Tutto ciò si è concretizzato nell'elaborazione di guide turistiche, itinerari o pagine web come quella presentata dall'Asociación de Pueblos de la Vía de la Plata.

## Centri di interpretazione
La Via dell'Argento conta su tre centri di Interpretazione Generale a Monesterio, Mérida e Baños de Montemayor, che servono fondamentalmente come appoggio culturale e guida nel percorso della regione. I Centri d'Interpretazione si definiscono spazi culturali che aiutano, attraverso il filo conduttore della Via dell'Argento, a comprendere la storia della regione. Questi centri appartengono alla rete dei Musei d'Identità dell'Estremadura.